# Moulin à papier de Bâle
Le Moulin à papier de Bâle (Basler Papiermühle en allemand) ou Musée suisse du papier, de l’écriture et de l’impression (Schweizerisches Museum für Papier, Schrift und Druck en allemand), est essentiellement consacré à l’histoire de la fabrication du papier, de l’imprimerie et de l’écriture en général. À l’aide d’images et d’objets, le visiteur découvre les anciennes techniques de la création de papier, de l’impression et de la reliure.

## Description
Le musée est situé dans un bâtiment de la mare Saint-Albin, le long du Gewerbekanal (XIIIe siècle), restauré avec un grand souci du détail. Dès 1453 cet édifice était destiné à la production de papier.
Les salles historiques du musée donnent, grâce à des planches graphiques et divers ustensiles, un aperçu des anciennes techniques manuelles d'élaboration du papier, de l’imprimerie et de la reliure. Les visiteurs ont la possibilité de fabriquer eux-mêmes du papier grâce à des baquets prévus à leur intention, et aussi imprimer eux-mêmes une feuille grâce à une petite presse à imprimer. Une écritoire leur permet de s'essayer à la calligraphie, et un bain d'apprêt de fabriquer eux-mêmes du papier marbré.

## Histoire
L'édifice abritant l'actuel musée du Papier est un ancien moulin à farine, qui fut jusqu'en 1428 propriété du couvent de Klingental. Anton Gallizian en fit en 1453 un moulin à papier. La dynastie des papetiers Gallizian s'éteignit en 1521 par suite des troubles politico-religieux, et l'activité fut reprise par la famille Thüring (Düring). En 1778, le moulin fut racheté par l'éditeur et libraire Johann Christoph Imhof-Burckhardt : il convertit en 1788 l'ancien atelier à deux étages du bord du canal en un immeuble de trois étages couvert d'une mansarde. En 1850 les manufactures de tabac Hugo rachetèrent ce moulin. Il servait jusqu'en 1957 d'entrepôt, jusqu'à sa restauration en vue d'en faire un musée en 1980.
En 2011 le musée a été entièrement réhabilité et agrandi. Les salles d'exposition ont été profondément remaniées sur des principes muséologiques plus didactiques.
Actuellement le pavillon central du musée (le moulin Gallizian) comporte les ateliers historiques ainsi qu'une salle d'exposition. Le moulin Stegreif attenant abrite un café et la billetterie. Le moulin Rych, au sud, abrite la carterie et les ateliers didactiques, ainsi qu'une machine à papier de 1964.